# Shinya Sato
Shinya Sato (佐藤 真也 Sato Shinya?, nacido el 13 de noviembre de 1978 en Kumamoto) es un exfutbolista japonés. Jugaba de centrocampista y su último club fue el Giravanz Kitakyushu de Japón.

## Trayectoria

### Clubes
| Club                 | País  | Año         |
| -------------------- | ----- | ----------- |
| Okinawa Kariyushi FC | Japón | 2001 - 2002 |
| FC Ryukyu            | Japón | 2003 - 2007 |
| Giravanz Kitakyushu  | Japón | 2008 - 2011 |

## Estadística de carrera

### J. League
| Club                | Año   | J. League | J. League | Copa J. League | Copa J. League | Total | Total |
| Club                | Año   | Part.     | Goles     | Part.          | Goles          | Part. | Goles |
| ------------------- | ----- | --------- | --------- | -------------- | -------------- | ----- | ----- |
| Giravanz Kitakyushu | 2010  | 23        | 1         | -              | -              | 23    | 1     |
| Giravanz Kitakyushu | 2011  | 1         | 0         | -              | -              | 1     | 0     |
| Total               | Total | 24        | 1         | 0              | 0              | 24    | 1     |